# 2,5-Dimetoksi-4-bromofenetilamin
4-bromo-2,5-dimetoksifenetilamin (2C-B) je psihodelični lek iz 2C familije. On je prvi put sintetisan 1974. On se dozira u opsegu od 16–24 . 2C-B se prodaje kao beli prah, koji je nekad presovan u table. Njegova ulična imena su Rusko, Spektrum, Venus, Bees, ili Neksus. Ovaj lek se obično uzima oralnim putem, ali se može koristiti i insuflacija.